# Prague Black Panthers 2020
Questa voce raccoglie le informazioni riguardanti i Prague Black Panthers nelle competizioni ufficiali della stagione 2020.

## Femminile

### První Ženská Liga Amerického Fotbalu 2020

#### Stagione regolare
| Valdice 6 settembre 2020, ore 14:00 1ª giornata | Jičín Windstorms | 0 – 58 (0-18 0-12 0-13 0-15) referto | Prague Black Cats | (351 spett.)\| Arbitro: \| Hovorka \| |
| Arbitro:                                        | Hovorka          |                                      |                   |                                       |

| Čelákovice 12 settembre 2020, ore 14:00 2ª giornata | Prague Black Cats | 57 – 20 (26-14 18-0 13-0 0-6) referto | Warsaw Sirens | (271 spett.)\| Arbitro: \| Kriesman \| |
| Arbitro:                                            | Kriesman          |                                       |               |                                        |

| Čelákovice 28 settembre 2020, ore 14:00 4ª giornata | Prague Black Cats | 6 – 54 (0-0 6-26 0-21 0-7) referto | Brno Amazons | (105 spett.)\| Arbitro: \| Pachulski \| |
| Arbitro:                                            | Pachulski         |                                    |              |                                         |

| Čelákovice 10 ottobre 2020, ore 14:00 6ª giornata | Prague Black Cats | – () referto | Prague Harpies |  |

| Varsavia 18 ottobre 2020, ore 11:00 7ª giornata | Warsaw Sirens | – referto | Prague Black Cats | GKP Targówek |

| Praga 25 ottobre 2020, ore 14:00 8ª giornata | Prague Harpies | – referto | Prague Black Cats | Motorlet |

### Statistiche di squadra
| Competizione      | %Vittorie | In casa | In casa | In casa | In casa | In casa | In casa | In trasferta | In trasferta | In trasferta | In trasferta | In trasferta | In trasferta | Totale | Totale | Totale | Totale | Totale | Totale |
| Competizione      | %Vittorie | G       | V       | N       | P       | Pf      | Ps      | G            | V            | N            | P            | Pf           | Ps           | G      | V      | N      | P      | Pf     | Ps     |
| ----------------- | --------- | ------- | ------- | ------- | ------- | ------- | ------- | ------------ | ------------ | ------------ | ------------ | ------------ | ------------ | ------ | ------ | ------ | ------ | ------ | ------ |
| Stagione regolare | .667      | 2       | 1       | 0       | 1       | 63      | 74      | 1            | 1            | 0            | 0            | 58           | 0            | 3      | 2      | 0      | 1      | 121    | 74     |
| Totale            | .667      | 2       | 1       | 0       | 1       | 63      | 74      | 1            | 1            | 0            | 0            | 58           | 0            | 3      | 2      | 0      | 1      | 121    | 74     |

### Statistiche personali

#### Marcatrici
| Giocatore    | Ruolo | TD rush | TD recv | TD int | TD p.ret | TD k.ret | TD oth | Xp1 | Xp2 | FG | Saf | Totale |
| ------------ | ----- | ------- | ------- | ------ | -------- | -------- | ------ | --- | --- | -- | --- | ------ |
| R. Dlabolová |       | 7       | 0       | 0      | 1        | 0        | 0      | 0   | 0   | 0  | 0   | 48     |
| B. Dlabolová |       | 4       | 1       | 0      | 0        | 0        | 0      | 0   | 0   | 0  | 0   | 30     |
| Rozmanová    |       | 3       | 0       | 0      | 0        | 0        | 0      | 0   | 0   | 0  | 0   | 18     |
| Bártů        |       | 0       | 1       | 0      | 0        | 0        | 0      | 0   | 0   | 0  | 0   | 6      |
| Hronková     |       | 0       | 0       | 1      | 0        | 0        | 0      | 0   | 0   | 0  | 0   | 6      |
| Pokorná      |       | 1       | 0       | 0      | 0        | 0        | 0      | 0   | 0   | 0  | 0   | 6      |
| Hanzlová     |       | 0       | 0       | 0      | 0        | 0        | 0      | 3   | 0   | 0  | 0   | 3      |
| Slezáková    |       | 0       | 0       | 0      | 0        | 0        | 0      | 2   | 0   | 0  | 0   | 2      |